# György Szilágyi
György Szilágyi est un écrivain, humoriste, poète, dramaturge et directeur de théâtre hongrois. En 1969, il fut l'un des fondateurs du Radio Cabaret Théâtre. Avec József Romhányi (en), il est l'autre virtuose du cabaret hongrois moderne. 

## Biographie
Pál Stern (1900-1975) est né à Erzsébetváros, fils d'un commerçant et d'Ilona Koricsoner (1900-1976). Ses parents divorcèrent très tôt et, dès l'âge de six ans, il fut élevé à Zugló avec sa mère et ses grands-parents maternels. Pendant la Seconde Guerre mondiale, son père est appelé au service du travail. Sa grand-mère paternelle, sa tante et sa nièce furent déportées à Auschwitz, où elles furent tuées. György Szilágyi s'est caché seul dans la capitale pendant un long moment, puis il rencontra son père et son frère, qui avaient échappé au service du travail, et ensemble ils installèrent un bunker souterrain dans la banlieue de Budapest, où il passa quatre-vingt-dix jours.
En tant que lycéen, il écrivait des blagues. À partir de 1949, il fut secrétaire du théâtre municipal, puis directeur de la Varieté de Budapest, et enfin secrétaire artistique du Kamara Variété. Pendant plus de deux décennies, il travailla pour la radio hongroise en tant que rédacteur du département littéraire, et de 1962 à 1975 en tant que chef de la section cabaret et chef adjoint du département divertissement. En tant que co-auteur avec Jenő Semsey, il écrivit deux pièces musicales. La guerre dans la paix fut créée en 1966, et Áll a bal l'année suivante. 
Il travaille en tant qu'écrivain indépendant depuis 1980. L'une de ses œuvres les plus réussies s'intitule Quel âge as-tu ?, dans laquelle il décrit les expériences de son propre groupe d'âge, les "vingt-huit ans". Il a été diffusé pour la première fois à la radio par György Kálmán (hu). L'adaptation télévisée de l'histoire a remporté le premier prix d'un festival international. Il s'est volontairement retiré de l'écriture et de l'édition de cabaret. Après cela, il a surtout écrit ses mémoires. Ses essais sur l'histoire des villes et de l'industrie ont été régulièrement publiés dans le journal Új Magyarország.
Ses enfants sont Szilágyi Ákos (költő) (hu), poète et esthète, Ádám Szilágyi, András Szilágyi (hu), rédacteur de télévision et Stefánia Szilágyi, photographe.

## Galerie

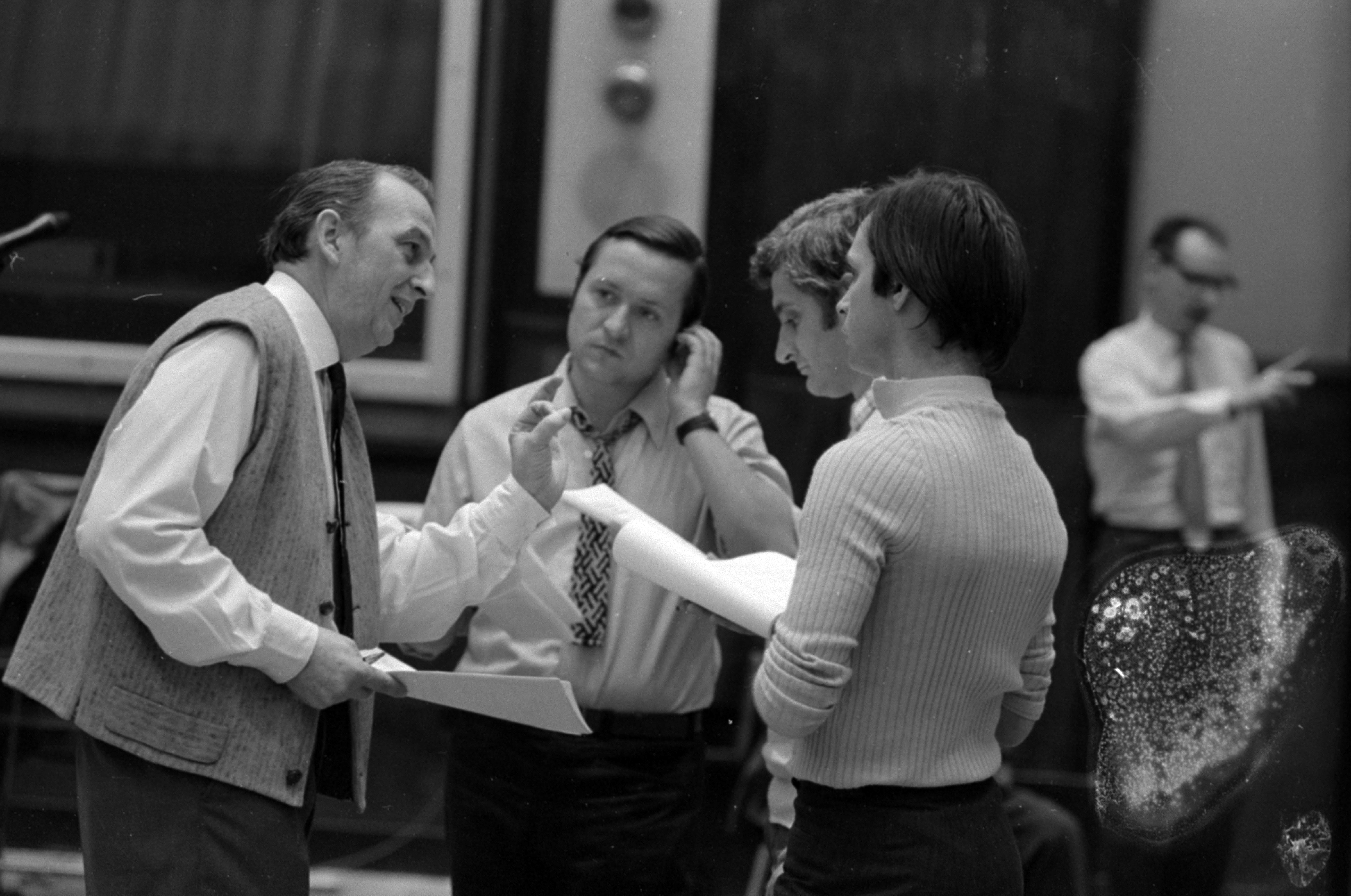
György Szilágyi, rédacteur, András Szigeti, László Sinkó et Péter Benkő dans le studio de la radio hongroise.
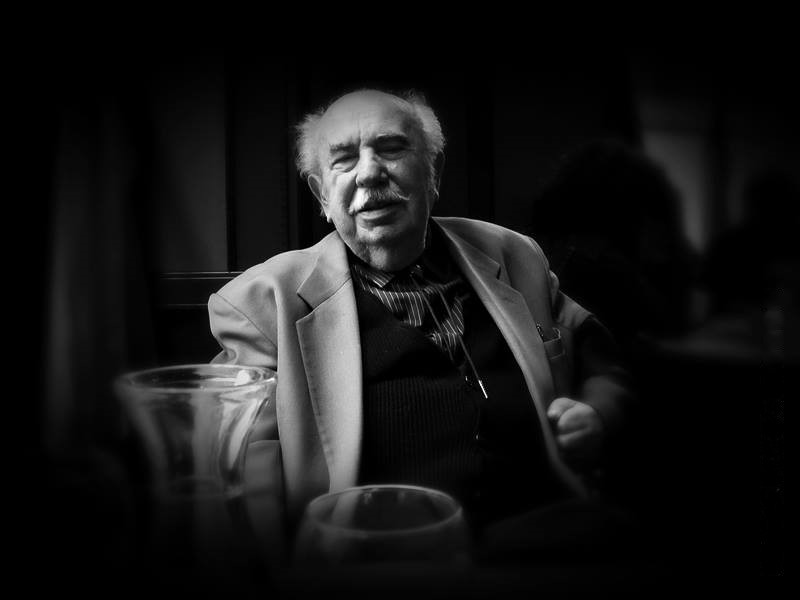
Photo de Gáspár Stekovics (hu)